# Global Mean Surface Temperature

Anstieg der globalen Oberflächentemperaturen seit 1850 im Rahmen der Globalen Erwärmung im Vergleich zu 1850–1900

Die Global Mean Surface Temperature (GMST), übersetzt „Globale Durchschnittstemperatur an der Oberfläche“, bezeichnet einen aus gemittelten Messwerten errechneten Durchschnittswert für die Temperatur auf der Erdoberfläche. Die GMST ermöglicht eine grobe erste Einordnung, was die klimatischen Bedingungen auf der Erde in einem bestimmten Zeitraum betrifft.
Der Wert wird aus der arithmetischen Mittelung vieler MST-Werte (Mean Surface Temperature, Oberflächentemperatur an einem Ort) gebildet, oder durch Modelle errechnet. Zur Findung eines MST-Wertes wird der Temperaturverlauf über eine gewisse Zeit (üblicherweise mindestens ein Sonnenumlauf, also ein tropisches Jahr, um jahreszeitliche Schwankungen zu nivellieren) kumuliert und ebenfalls gemittelt. Um auch Schwankungen über die Jahre hinweg zu nivellieren und den Wert damit als Indikator für eine allgemeine Situation heranziehen zu können, wird meist der in der Langfristmeteorologie beziehungsweise Kurzfristklimatologie übliche Zeitraum von 30 Jahren verwendet. Dieser Zeitraum wird Normalperiode genannt.
Der aktuelle 30-Jahres-Wert für die Erde beträgt ~ 288 Kelvin, also ~ +15 Grad Celsius.

## Zahlenreihen-Analysen
Dennoch kommen unterschiedliche Institute bei der Analysen der Normalperioden auf Grund geringfügig anderer Daten zu geringfügig unterschiedlichen Ergebnissen. Als internationale klimatologische Referenzperiode gilt der Zeitraum von 1961 bis 1990. Drei Temperaturreihen wurde dabei z. B. von den zwei amerikanische Instituten (NOAA National Climatic Data Center und NASA Goddard Institute for Space Studies) und dem britischen Hadley Centre erhoben. Letzteres hat in Zusammenarbeit zwischen der Climate Research Unit der University of East Anglia in Norwich eine mittlere globale Durchschnittstemperatur im Referenzzeitraum (1961–1990) von 14 Grad Celsius berechnet.